# Christopher Lennertz

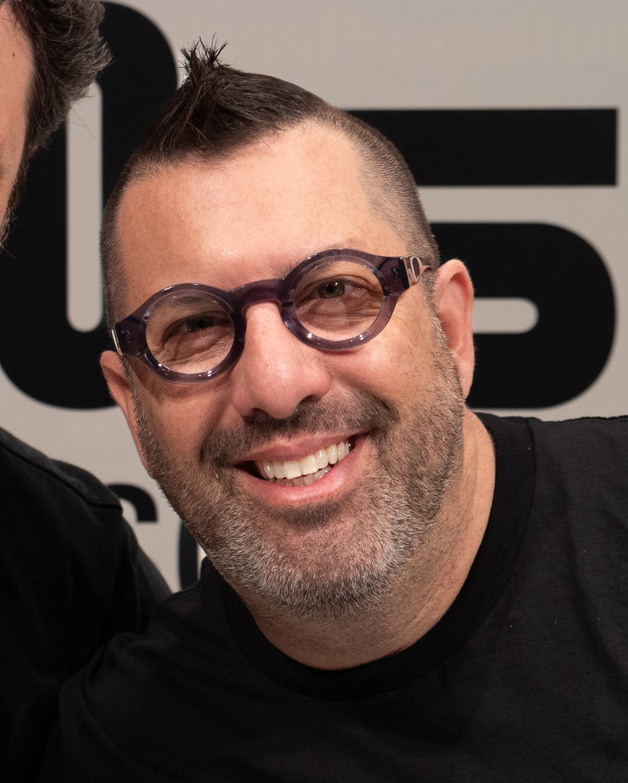
Christopher Lennertz

Christopher Joseph Lennertz (* 2. Januar 1972 in Methuen, Massachusetts) ist ein US-amerikanischer Komponist von Film-, Fernsehserien- und Videospielmusik.

## Leben
Christopher Lennertz besuchte die Musikschule Thornton, in der er bei Academy-Award-Gewinner Elmer Bernstein studierte. Mit Michael Kamen und Basil Poledouris arbeitete er an einigen Werken. Er wurde im Jahr 2003 als bester Komponist für das Videospiel Medal of Honor: Rising Sun ausgezeichnet. Seinen Durchbruch mit Hintergrundmusik erlangte er nicht nur durch Videospiele, sondern auch durch Filme wie Dr. Dolittle 3. Sein Schaffen umfasst mehr als 120 Produktionen.

## Filmografie (Auswahl)
- 1995: Alien Terminator
- 1995: Das Terrorprojekt (Suspect Device)
- 1995: Die Rückkehr der Piranhas (Piranha)
- 1996: Das Grauen aus der Tiefe (Humanoids from the Deep)
- 1998: Ein dreckiges Spiel (Undercurrent)
- 1998: Flitterwochen in den Tod (Criminal Affairs)
- 1998: Running Woman
- 2000: Ein ganz besonderes Weihnachtsfest (A Diva’s Christmas Carol)
- 2001: Beer Money
- 2002: Achtung: Nicht jugendfrei! (Warning: Parental Advisory)
- 2004: Soul Plane
- 2005: Painkiller Jane
- seit 2005: Supernatural (Fernsehserie)
- 2006: Dr. Dolittle 3
- 2006: Happy Fish – Hai-Alarm und frische Fische (Shark Bait)
- 2007: Tortilla Heaven
- 2007: The Comebacks
- 2007: Das perfekte Weihnachten (The Perfect Holiday)
- 2007: Alvin und die Chipmunks – Der Kinofilm (Alvin and the Chipmunks)
- 2008: Disaster Movie
- 2008: Meine Frau, die Spartaner und ich (Meet the Spartans)
- 2009: Adam – Eine Geschichte über zwei Fremde. Einer etwas merkwürdiger als der Andere. (Adam)
- 2009: The Open Road
- 2009: To Save a Life
- 2010: Beilight – Bis(s) zum Abendbrot (Vampires Suck)
- 2010: Camp Rock 2: The Final Jam
- 2010: Cats & Dogs: Die Rache der Kitty Kahlohr (Cats & Dogs: The Revenge of Kitty Galore)
- 2010: Marmaduke
- 2011: Hop – Osterhase oder Superstar? (Hop)
- 2011: Kill the Boss (Horrible Bosses)
- 2011: Lemonade Mouth – Die Geschichte einer Band (Lemonade Mouth)
- 2012: Denk wie ein Mann (Think like a Man)
- 2012–2014: Revolution (Fernsehserie)
- 2013: Voll abgezockt (Identity Thief)
- 2014: As Cool as I Am
- 2013: Battle of the Year
- 2014: Ride Along
- 2015: Die Trauzeugen AG (The Wedding Ringer)
- 2015–2016: Galavant (Fernsehserie)
- 2015–2016: Marvel’s Agent Carter (Fernsehserie)
- 2016: Ride Along: Next Level Miami (Ride Along 2)
- 2016: My Big Fat Greek Wedding 2
- 2016: The Boss
- 2016: Sausage Party – Es geht um die Wurst (Sausage Party)
- 2016: Bad Moms
- 2017: Die Schlümpfe – Das verlorene Dorf (Smurfs: The Lost Village)
- 2017: Baywatch
- 2017: Bad Moms 2 (A Bad Moms Christmas)
- 2017: Pitch Perfect 3
- 2017: El Camino Christmas
- 2018: Lost in Space – Verschollen zwischen fremden Welten (Lost in Space, Fernsehserie)
- 2018: Uncle Drew
- 2018: The Happytime Murders
- 2019: Shaft
- 2021: Tom & Jerry
- 2025: Back in Action

## Videospiele
- 2003: Medal of Honor: Rising Sun
- 2004: Medal of Honor: Pacific Assault
- 2005: 187 Ride or Die
- 2005: Liebesgrüße aus Moskau (From Russia with Love)
- 2005: Medal of Honor: European Assault
- 2005: Gun
- 2007: The Simpsons Game
- 2008: Ein Quantum Trost (Quantum of Solace)
- 2009: Der Pate 2 (The Godfather II)
- 2011: Die Sims 3 – Einfach tierisch (The Sims 3 – Pets)
- 2012: Mass Effect 3